# Renzo Masoero
Renzo Masoero (Vercelli, 16 febbraio 1964) è un politico italiano.
È stato Presidente della provincia di Vercelli e sindaco di Livorno Ferraris. Si è dimesso da entrambe le cariche il 25 febbraio 2010 in seguito all'arresto nell'ambito di un'indagine per concussione.
Il 7 aprile 2010 ha patteggiato una condanna a 24 mesi di reclusione con la condizionale.

## Biografia
Renzo Masoero proviene dalle file di Alleanza Nazionale.
Alle elezioni amministrative del 2002, candidato alla presidenza della provincia di Vercelli per la Casa delle Libertà, è stato eletto con il 52,7% dei voti nel ballottaggio del 9 giugno 2002.
Nelle elezioni amministrative del 2004 viene eletto sindaco del comune di Livorno Ferraris con il 41,5% delle preferenze..
Nelle elezioni amministrative del 2007, sempre con la Casa delle Libertà, viene riconfermato al primo turno alla presidenza della provincia di Vercelli con il 66,74% dei voti. È sostenuto in consiglio provinciale da una maggioranza costituita da Forza Italia, Alleanza Nazionale, Lega Nord e UDC.
Nel settembre 2008 è risultato primo, con il 65,6% dei consensi, nella nona edizione di Provincia Monitor, un'indagine semestrale nazionale sul livello di soddisfazione dei cittadini rispetto ai servizi erogati dall'ente e dell'operato degli amministratori provinciali.
Alle elezioni amministrative del 2009 viene rieletto sindaco di Livorno Ferraris con il 72,7% delle preferenze.
Arrestato e colto in flagranza di reato per concussione si dimette a fine mese di febbraio 2010.